# ビクセン (企業)

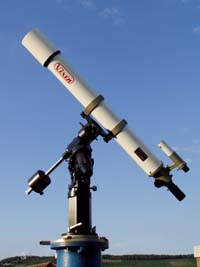
ビクセンの望遠鏡

株式会社ビクセン（ Vixen CO.,Ltd ）は、埼玉県所沢市に本社を置く天体望遠鏡や双眼鏡、顕微鏡などの総合光学機器メーカーおよびそのブランド名（ Vixen ）である。「星空を楽しみたくなる」時代や文化を作り出すことを目指し、「星を見せる会社」になるというビジョンを掲げている。

## 概要
- 社名はニューヨークの神学者クレメント・クラーク・ムーア（英語版）の19世紀の詩“The Night Before Christmas”などに登場するトナカイ、Vixen（ヴィクセン）[注釈 1] に由来する。
- 天体望遠鏡における日本国内市場占有率は60%で業界首位。
- 世界市場においてもミード、セレストロンに次ぐ20%の市場占有率を確保している。
- 売上高のうち天体望遠鏡の占める割合は40%、次いで双眼鏡の30%、顕微鏡・ルーペの30%。

## 沿革
- 1949年（昭和24年） - 現土田耕助社主の個人営業として創業。光学器の卸販売を開始。
- 1954年（昭和29年） - 株式会社光友社設立。新宿区若松町にて営業。
- 1957年（昭和32年） - 輸出部を新設。販路はアメリカ、欧州、中近東等。第3回輸出工芸展で“通産大臣賞”“神奈川県知事賞”を受ける。
- 1960年（昭和35年） - 合理的な事務およびユニークな販売組織等が認められ、“都知事賞”を受ける。中小企業のモデルケースとして“中小企業庁長官賞”を受ける。
- 1966年（昭和41年） - 天体望遠鏡の製造販売を開始。“ジェミニエーター型”を発売。
- 1969年（昭和44年） - 工場部門を分離し、東京都板橋区にビクセン光学株式会社を設立。
- 1970年（昭和45年） - 株式会社光友社より、株式会社ビクセンに社名変更。
- 1971年（昭和46年） - 第二工場部門を分離し、東京都板橋区にアトラス光学株式会社を設立。
- 1976年（昭和51年） - 所沢市本郷に工場用地として上物付で土地1,520m²を購入。アトラス光学株式会社を板橋区より移転。
- 1984年（昭和59年） - ビクセン光学株式会社を板橋区より所沢市本郷の工場地内に移転。 世界初、アマチュア向け天体自動導入装置“スカイセンサー”を発売。輸出部門を分離し、ビクセン光器工業株式会社を所沢市本郷に設立。
- 1985年（昭和60年） - 現・所沢市東所沢に本社用地として土地3,960m²建坪3,300m²を購入、新宿区若松町より移転。
- 1986年（昭和61年） - フルマルチコーティング高精度双眼鏡“アルティマ”シリーズを発売。
- 1989年（平成元年） - ロータリー接点採用の高精度大型赤道儀“アトラクス”を発売。
- 1992年（平成4年） - アトラス光学株式会社をビクセン開発工業株式会社に社名変更。赤道儀式天体望遠鏡“グレートポラリス”シリーズを発売。
- 1995年（平成7年） - フィールドスコープ“ジオマ”シリーズがグッドデザイン賞を受賞。
- 1996年（平成8年） - DCモーターパルス制御方式、天体自動導入装置“スカイセンサー2000”を発売。
- 1997年（平成9年） - インターネットホームページ開設。
- 1999年（平成11年） - 従来のオフコンによる業務を全社内PCネットワークへ転換。
- 2002年（平成14年） - ビクセン光器工業株式会社と合併。
- 2003年（平成15年） - ドイツにおいて現地法人ビクセンヨーロッパを設立。天体望遠鏡“SX（SPHINX）赤道儀”、フィールドスコープ“ジオマプロ”がグッドデザイン賞を受賞。
- 2005年（平成17年） - 経緯台式天体望遠鏡“ポルタシリーズ”発売。コミュニケーションサークル“ビクセンワンダーくらぶ トナかい”発足。
- 2006年（平成18年） - ビクセン開発工業株式会社と合併。
- 2008年（平成20年） - 日食グラスが世界天文年2009日本委員会公認の太陽観察機材に認定される。
- 2009年（平成21年） - 中小企業庁による“2009年元気なモノ作り中小企業300社「日本のイノベーションを支えるモノ作り中小企業」”に選定。 創業60周年を迎える。
- 2010年（平成22年） - 双眼鏡“ニューフォレスタHRシリーズ”がJIDAデザインミュージアム選定商品に認定。
- 2011年（平成23年） - 天体望遠鏡“AXD赤道儀”、双眼鏡“アルテス”がグッドデザイン賞を受賞。
- 2012年（平成24年） - 天体望遠鏡“AXD赤道儀”がJIDAデザインミュージアム選定商品に認定。双眼鏡“アリーナHシリーズ”がグッドデザイン賞を受賞。
- 2014年（平成26年） - 経済産業省による“グローバルニッチトップ企業100選”に選定。
- 2015年（平成27年） - フリースタイル天体望遠鏡用ツール“APシリーズ”がグッドデザイン賞を受賞。
- 2016年（平成28年） - APシリーズの赤道儀“APマウント”がJIDAデザインミュージアムセレクションVol.17選定商品に認定。
- 2017年（平成29年） - 防振双眼鏡 ATERA H12×30を発売。[1]
- 2019年（平成31年） - エクスプローラー・サイエンティフィックと日本における総合代理店契約を締結。
- 2020年（令和2年） - セレストロンと日本における総合代理店契約を締結。

## 主な商品

### 天体望遠鏡

#### 鏡筒
以下はアクロマートのケプラー式屈折。
- 60L鏡筒 - 有効径60mm、焦点距離910mm。ファインダーは6×30、実視界8度[2]。鏡筒外径φ63mm[3]。
- 80M鏡筒 - 有効径80mm、焦点距離910mm。ファインダーは6×30、実視界8度[4]。鏡筒外径φ90mm[3]。
- 80L鏡筒 - 有効径80mm、焦点距離1200mm。鏡筒外径φ90mm[3]。
- 90M鏡筒 - 有効径90mm、焦点距離1000mm。ファインダーは6×30、実視界8度[5]。
- 90L鏡筒 - 有効径90mm、焦点距離1300mm。鏡筒外径φ90mm[3]。
- 102M鏡筒 - 有効径102mm、焦点距離1000mm。ファインダーは6×30、実視界8度[6]。

以下はセミアポクロマートとしたケプラー式屈折。
- SA70S鏡筒 - 有効径70mm、焦点距離600mm。鏡筒外径φ90mm。

以下は前玉KzF5、後玉フローライトを使用しアポクロマートとしたケプラー式屈折。
- FL55S鏡筒 - 有効径55mm、焦点距離440mm。ファインダーは6×30、実視界8度[7][8]。鏡筒外径φ63mm[3]。
- FL70S鏡筒 - 有効径70mm、焦点距離560mm。ファインダーは6×30、実視界8度[7][9]。鏡筒外径φ76mm[3]。
- FL80S鏡筒 - 有効径80mm、焦点距離640mm。ファインダーは6×30、実視界8度[5][7]。鏡筒外径φ90mm[3]。
- FL90S鏡筒 - 有効径90mm、焦点距離810mm。ファインダーは6×30、実視界8度[6][7]。鏡筒外径φ90mm[3]。
- FL102S鏡筒 - 有効径102mm、焦点距離900mm。ファインダー6×30[7]。鏡筒外径φ115mm[3]。

以下はニュートン式反射。
- R100S鏡筒 - 有効径100mm、焦点距離600mm。ファインダーは6×30、実視界8度[10]。ピント合わせは一般的なドローチューブ式でなく、斜鏡と接眼部が一緒にスライドする方式。鏡筒外径φ140mm[3]。
- R100L鏡筒 - 有効径100mm、焦点距離1000mm。ファインダーは6×30、実視界8度[11]。鏡筒外径φ140mm[3]。
- R125S鏡筒 - 有効径125mm、焦点距離720mm。鏡筒外径φ155mm[3]。
- R130S鏡筒 - 有効径130mm、焦点距離720mm。鏡筒外径φ155mm。ファインダーは6×30、実視界8度。ピント合わせは一般的なドローチューブ式でなく、斜鏡と接眼部が一緒にスライドする方式[10]。
- センサーR150S鏡筒 - 有効径150mm、焦点距離900mm。ファインダーは6×30、実視界8度。ピント合わせは一般的なドローチューブ式でなく、斜鏡と接眼部が一緒にスライドする方式[12]。
- R150S鏡筒 - 有効径150mm、焦点距離750mm。ファインダーは6×30、実視界8度。ピント合わせは一般的なドローチューブ式でなく、斜鏡と接眼部が一緒にスライドする方式[13]。レデューサーR併用でF4.4、エクステンダーR併用でF10。鏡筒外径φ176mm[3]。
- R200S鏡筒 - 有効径200mm、焦点距離1000mm。ファインダーは6×30、実視界8度。ピント合わせは一般的なドローチューブ式でなく、斜鏡と接眼部が一緒にスライドする方式[14]。
- R200SS鏡筒 - 有効径200mm、焦点距離800mm。ファインダーは6×30、実視界8度。ピント合わせは一般的なドローチューブ式[15]。

以下はセレストロン製のシュミットカセグレン式。
- 200L鏡筒 - 有効径200mm、焦点距離2000mm。鏡筒外径φ230mm。ファインダーは6×30[16]。
- 280L鏡筒 - 有効径280mm、焦点距離2800mm。

#### 小型赤道儀
- ポラリス赤道儀（1976年発売） - 初期のシステム望遠鏡[17] の一つ。ドイツ式赤道儀だが経緯台としても使用できる。従来は鋳物により製造されていた架台部をダイカスト成型で大量生産する手法を導入した。
- ニューポラリス赤道儀
- スーパーポラリス赤道儀 - SPと略称される。五藤光学研究所・マークXの特許が切れたため、赤緯軸と赤経軸を分離できるようになっている。微動は赤経赤緯ともφ72mm、144山のウォームホイール[18]。

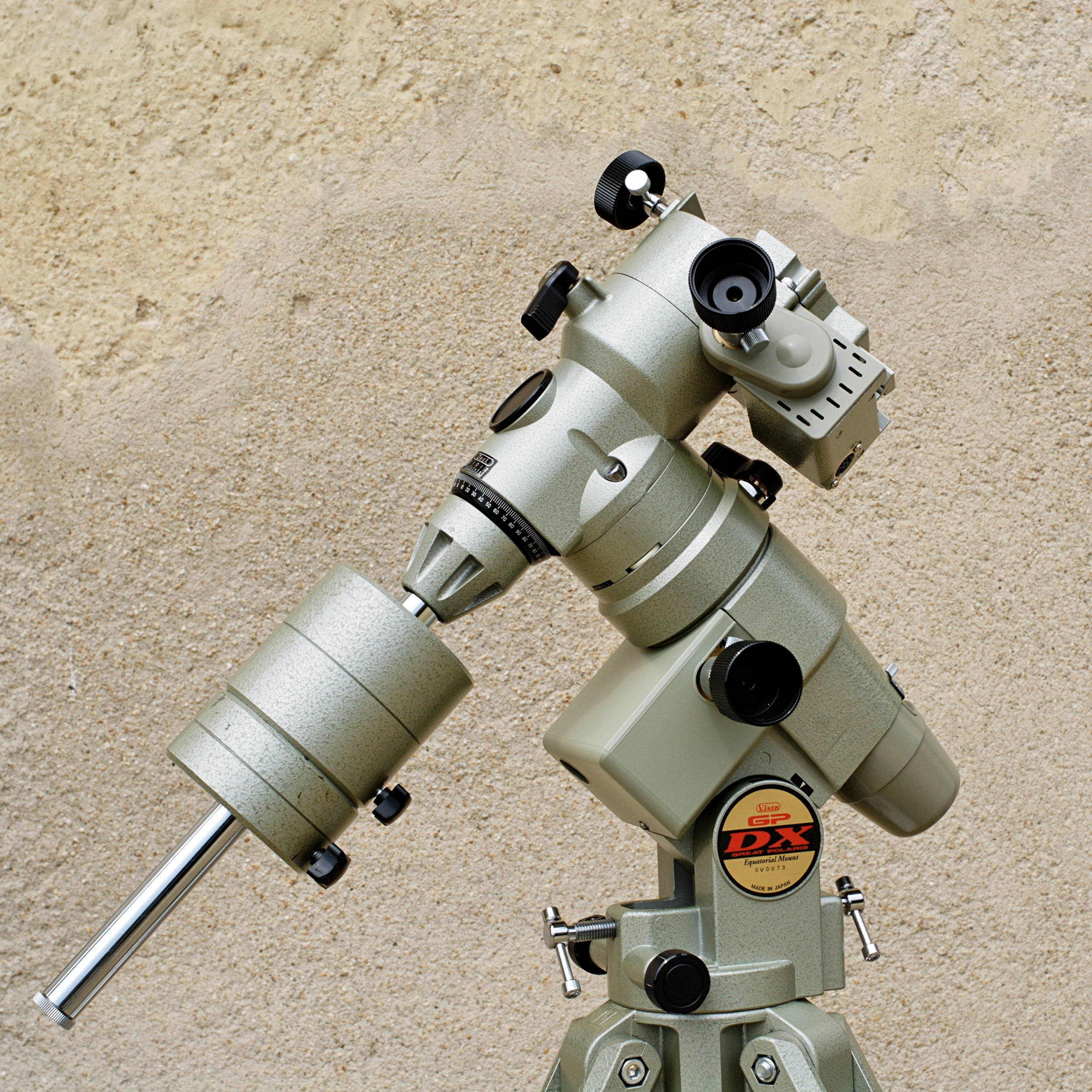
GP-DX赤道儀

- SP-DX赤道儀 - SP赤道儀と比較して一部部品の材質をアルミダイキャストから鋳物に変更、極軸部分を鉄パイプに変更、ウォームホイル・ウォームギア真鍮を採用し高精度。SP赤道儀本体重量3.8㎏から8kgに増加[19]。
- GP赤道儀（1992年発売）
- GP-DX赤道儀
- GPE赤道儀 - GP赤道儀の普及版。
- GP2赤道儀 - ドイツ式赤道儀。基本的な装備品以外はオプション販売のため赤道儀単体の価格は安いが、オプションを全て装備すれば上位機種と同じくらいコストが掛かってしまうので、用途に応じてシステムを組むのが理想的な使い方と言える。耐荷重は約7kg。モータードライブや天体ナビゲーションシステム「STAR BOOK type-S」に対応。
- GPD2赤道儀 - 基本的な造りはGP2と同じであるが、頑丈・頑強に造られており耐荷重は約10kg。極軸望遠鏡を標準装備している。
- スフィンクス赤道儀 - SX赤道儀と略称される。赤緯体にモーターを内蔵させることによってウェイト軽減効果のほか、GP2のようにコード類を多数接続しなくても済むため、セッティングが簡単になっている。耐荷重はウェイトなしのSXCマウントで2.5 kg、SXWマウントで約12kg。天体ナビゲーションシステムはカラー液晶画面を搭載した「STAR BOOK」が標準で装備される。グッドデザイン賞受賞。
- SXD赤道儀 - スフィンクス赤道儀の上位モデル。剛性アップのために素材から見直されていて、本体重量はSX赤道儀の6.8kgから8.8kgへと増えているが、搭載重量もSX赤道儀の12kgから15kgへと増えている。別売りだった極軸望遠鏡が標準装備され、より天体写真撮影向けの赤道儀と言える。また、SPD、GPD、GPD2赤道儀と続くDX型赤道儀の最新版という位置づけになり、このモデル以降ベアリングを数多く使用されるようになる。
- SXP赤道儀 - SXD赤道儀はDCモーターだが、こちらはステッピングモーターとなり、SX赤道儀シリーズの最高峰モデルとなる。基本性能はSXDとほぼ同じだが、DCモーターであるSXDに比べ追尾精度に優れていて音も大変静かである。SXPとSXD2の違いは赤緯軸の太さとベアリング数で、こちらが上位モデルとなり搭載重量は16kgとなっている。本体重量はSXD2と比べ2kg弱重い。天体ナビゲーションシステムは高解像度＆大画面液晶搭載の最新型コントローラー「STAR BOOK TEN」が標準で装備されている。
- SXD2赤道儀 - SXD赤道儀の上位（後継）モデルでステッピングモーターとなる。基本性能はSXDとほぼ同じだが、DCモーターであるSXDに比べ追尾精度に優れていて音も大変静かである。天体ナビゲーションシステムは高解像度＆大画面液晶搭載の最新型コントローラー「STAR BOOK TEN」が標準で装備されている。SXPとSXD2の違いは赤緯軸の太さとベアリング数で、こちらが下位モデルとなり搭載重量は15kgとなっている。本体重量はSXPと比べ2kg弱軽い。
- APマウント - まったく新しい発想で誕生した次世代型エントリーレベルの赤道儀「Advanced Polaris」。モジュールやユニットの組み合わせでグレードアップできるのが最大の特徴だが、小型でありGP2赤道儀よりも搭載重量では劣るのに金額設定がかなり高くなっている。コントローラーはシンプルで主な操作を片手できる「STAR BOOK ONE」だが、単体販売ではなくAP-SMマウント及び赤経モーターモジュールに付属する。赤道儀では珍しくフリーストップ式であり、鏡筒を手で持って直感的に操作できる。専用三脚も含めて「軽量＆コンパクト＆簡単操作」を目指して開発された次世代モデルといえる。

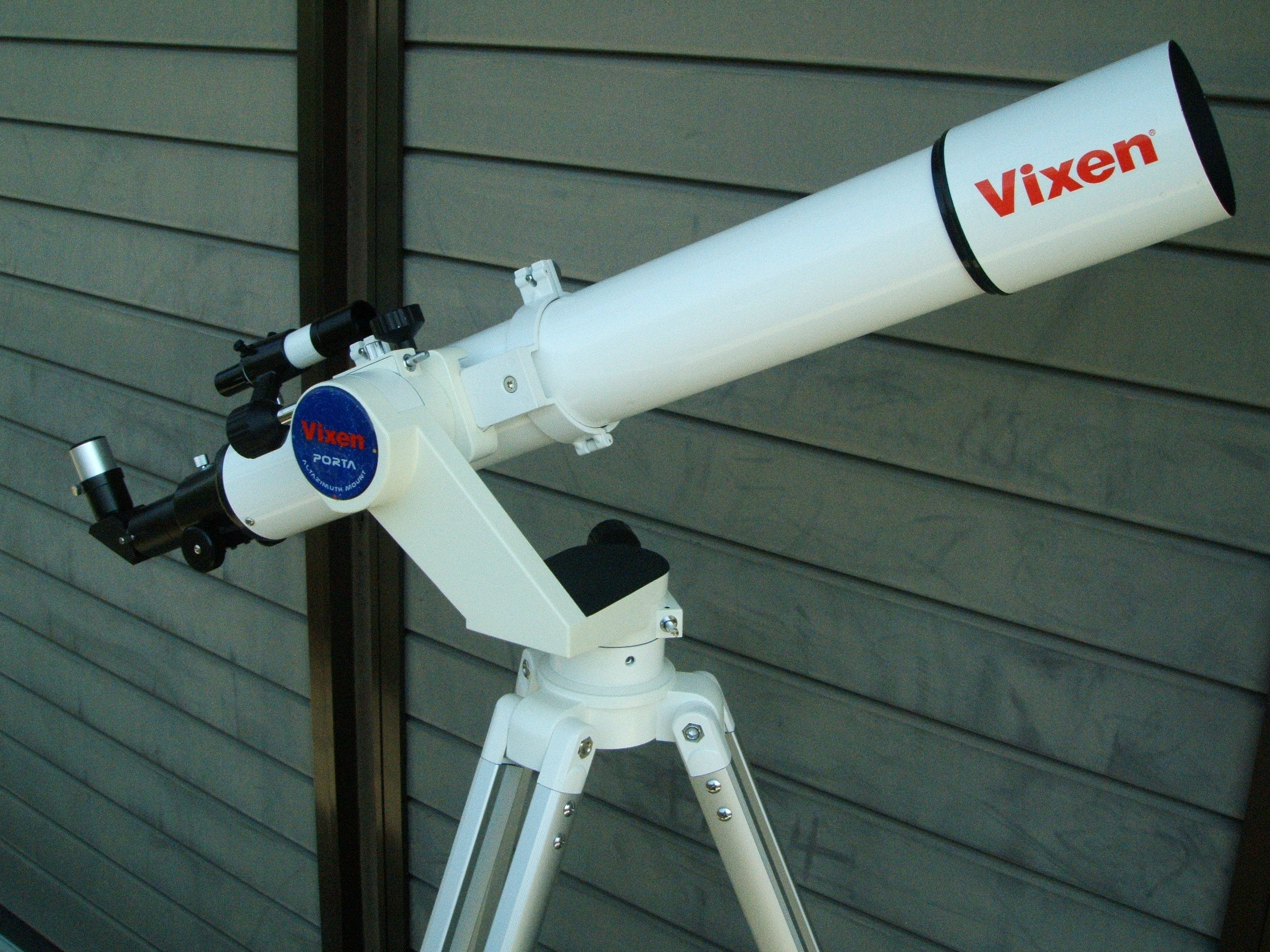
ポルタ経緯台

#### 中型赤道儀
- サターン赤道儀 - 微動は赤経144山のウォームホイール。赤緯全周微動。
- センサー赤道儀 - 旧型。微動は赤経赤緯とも144山のウォームホイール。ウェイト軸φ16mm[12]。
- センサー赤道儀 - 新型。旧型と比較し、ウェイト軸φ24mmに拡大変更され、赤経赤緯とも微動軸にベアリングが入り、三脚が太くなった[20]
- アトラクス赤道儀
- ニューアトラクス赤道儀
- AXD赤道儀

#### 経緯台
- カスタム経緯台 - ポラリス赤道儀と共通システムの経緯台。
- カスタムD経緯台 - カスタム経緯台の鏡筒バンド装着部分をアリガタ・アリミゾ方式にして、バランスウェイトが付けられるように改修し、重い鏡筒に対応できるようにしたモデル（SS200反射鏡筒モデルもあった）。
- ポルタ経緯台（2005年4月発売） - フリーストップ式経緯台として扱いやすい。
- ポルタII経緯台 - 三脚部との分割ができるようになった。インターネット上でベテランが勧める初心者向け望遠鏡[要出典]として定着している。
- スカイポッド経緯台 - モータードライブを内蔵し、天体の自動導入・自動追尾が可能。天体ナビゲーションシステム「STAR BOOK type-S」を標準で装備する。

#### 自動導入装置
- マイコン・スカイセンサー（1984年9月発売） - 星雲・星団の名称を入力すると、視野の中に入力した天体が見えるよう、モータードライブにより望遠鏡の鏡筒の向きを自動的に移動する装置。アマチュア向けに市販された自動導入装置としては世界初の製品となった。CPUはモトローラ製6809。両軸2倍速、60倍速。電源は12V。対象天体は約760個。
- マイコン・スカイセンサー2 - CPUはモトローラ製6809。両軸2倍速、赤経30倍速、赤緯60倍速。電源は12V。対象天体は約760個。赤経赤緯による入力も可能。

### 双眼鏡
携帯性を重視したコンパクトタイプ、ダハプリズムタイプ、ポロプリズムタイプの3タイプに大別される。

#### コンパクトタイプ
- アリーナシリーズ
- ジョイフルシリーズ
- オペラグラスシリーズ

#### ダハプリズムタイプ
レンズのマルチコーティング、防水、アイレリーフが長く見やすいハイアイポイントといった仕様となっている。
- ニューアペックスシリーズ
- アペックスプロシリーズ
- フォレスタHRシリーズ
- ニューフォレスタHRシリーズ
- アトレックシリーズ

#### ポロプリズムタイプ
見え味に優れているが最も大柄で重く、携帯性より光学性能を重視したタイプである。三脚に取り付けられるように設計されている。

##### アスコットシリーズ
SWとズームモデルを除き不活性窒素ガス充填による本格的な防水設計。アイレリーフ15mm以上。
- アスコットZR8×32WP
- アスコットZR8×42WP
- アスコットZR7×50WP
- アスコットZR10×50WP
- アスコットZR8〜32×50
- アスコットSW10×50

##### アルティマシリーズ
アイレリーフ15mm以上。
- アルティマZ8×32
- アルティマZ7×50
- アルティマZR9〜22×50

##### フォレスタシリーズ
防水、超軽量のシリーズ。アイレリーフ20mm以上。
- フォレスタZR8×32WP
- フォレスタZR8×42WP
- フォレスタZR10×42WP
- フォレスタZR7×50WP

##### アークシリーズ
ズームモデルを除き不活性窒素ガス充填による本格的な防水設計。大口径モデル。アイレリーフ15mm以上。
- アークBR12×80WP
- アークBR16×80WP
- アークBR20×80WP
- アークBR30×80WP
- アークB16〜40×80WP

### フィールドスコープ
- ジオマII ED52S - 対物レンズに超低分散ガラスを使用している。有効径52mm、焦点距離278mm。接眼レンズGLH20Dを併用した場合の倍率14倍。接眼部は直視型。
- ジオマ52S - 有効径52mm、焦点距離278mm。接眼レンズAL25を併用した場合の倍率25倍。接眼部は直視型。
- アロマ52A - 有効径52mm、焦点距離278mm。接眼レンズAL25を併用した場合の倍率25倍。接眼部は45度傾斜型。

## グループ企業
- Vixen Europe GmbH
- ビクセンマーケティング株式会社

## テレビ番組
- 日経スペシャル カンブリア宮殿 星のイベントは年200超！ 感動で市場を創る天体望遠鏡メーカー（2015年12月10日、テレビ東京）[21]